# Podkraj (gmina Žalec)
Podkraj – wieś w Słowenii, w gminie Žalec. W 2018 roku liczyła 222 mieszkańców.